# Anni Pöll
Anna „Anni” Pöll z domu Bruk (ur. 20 lipca 1924, zm. 20 października 1998) – austriacka lekkoatletka, specjalizująca się w pchnięciu kulą i rzucie dyskiem.
Podczas igrzysk olimpijskich w Londynie (1948) zajęła 6. miejsce w pchnięciu kulą (z wynikiem 12,50).
Na mistrzostwach Europy w 1954 zajęła 9. miejsce w pchnięciu kulą oraz 10. w rzucie dyskiem.
Na mistrzostwach Europy w 1958 zajęła 11. miejsce w pchnięciu kulą oraz 15. w rzucie dyskiem.
Dziewięciokrotna mistrzyni kraju: sześć tytułów w pchnięciu kulą (1947, 1950, 1951 i 1957–1959) oraz trzy w rzucie dyskiem (1955–1957).
Czterokrotna rekordzistka kraju:
- 13,34 w pchnięciu kulą (11 czerwca 1954, Wiedeń)[2]
- 45,49 w rzucie dyskiem (8 lipca 1955, Wiedeń)[3]
- 46,37 w rzucie dyskiem (9 października 1955, Mediolan)[3]
- 46,40 w rzucie dyskiem (18 maja 1958, Wiedeń)[3]

## Rekordy życiowe
- Pchnięcie kulą – 13,61 (1957)
- Rzut dyskiem – 46,48 (1959)